# Анекдот (фільм)
«Анекдот» — радянський двосерійний телефільм 1989 року, знятий режисерами Юхимом Абрамовим і Нізамі Мусаєвим на кіностудії «Азербайджанфільм».

## Сюжет
Фільм у жанрі соціального памфлету про діяльність партійних працівників та державних чиновників, вчинки яких не сходяться з їхніми словами. Показано абсурд кінця 1980-х, продажність чиновників та прокурорів, дурість і жадібність партійних та комсомольських ватажків.

## У ролях
- Расім Балаєв — Рагімов
- Джейхун Мірзоєв — Мамедов
- Яшар Нурі — Мамед
- Мухтар Манієв — Керімов
- Хураман Гаджиєва — Халілова
- Олена Костіна — Аля
- Олександр Шаровський — прокурор
- Логман Керімов — глухонімий
- Лятіфа Алієва — мати
- Лала Багірова — Римма
- Аждар Гамідов — Ахмед
- Рафік Алієв — комсомольський ватажок
- Аріф Керімов — міліціонер
- Нізамі Мусаєв — Дуньямінов
- Садих Гусейнов — подполковник у відставці
- Тарлан Бабаєв — маляр
- Октай Сулейманов — парторг заводу
- Сахіб Кулі-заде — голова спільноти глухонімих
- Алла Санникова — маленька жінка
- Ігор Санников — маленький чоловік
- Алім Асланов — «полковник» Назаров
- Дадаш Казімов — радист-ліфтер
- Фаїк Бабаєв — директор заводу

## Знімальна група
- Режисери — Юхим Абрамов, Нізамі Мусаєв
- Сценарист — Ровшан Агаєв
- Оператор — Багір Рафієв
- Композитор — Джаваншир Кулієв
- Художники — Назім Гадажиєв, Кяміль Наджафзаде